# Omorashi
Omorashi (おもらし / オモラシ / お漏らし) és una parafília d'origen japonés, relacionada amb la incontinència urinària: la paraula japonesa omorashi, que significa «pixar-se damunt», fa referència a un tipus de fetitxisme sexual habitual en productes d'entreteniment hentai i en el porno tou, ja que es diferència d'altres pràctiques associades a la urolàgnia en què l'excitació sexual s'obté de l'alleujament en orinar, encara que el fet que també es trobe plaer en el patiment previ i la vergonya posterior s'associa a les pràctiques de dominació i submissió del sadomasoquisme.
Al Japó, una de les variacions més populars és l'omorashi yagai, consistent a pixar-se en públic, mentre omorashi yagai hōnyō implica que el subjecte es despulle abans de pixar o que ho faça a l'aire lliure sense ser vist, com si fóra un grafiter; una altra accepció, omutsu omorashi o oshime omorashi, li afig l'ús de bolquers per compte de bragues. Encara que la prostitució al Japó —entesa amb el contacte entre genitals— està prohibida, pràctiques com l'omorashi estan permeses en els salons de massatge i «clubs d'imatge» junt amb altres fantasies sexuals: el servici inclou emportar-se la peça de roba mullada; fins i tot se'n venen en màquines expendedores.
També existix un lubricant artificial amb olor de pixum, el Nyou Maniac Lotion,
i videojocs del subgènere eroge com Water Closet, l'argument del qual gira al voltant de l'escatologia (fisiologia).
L'origen de l'omorashi —abreujat omo— se situa en la popularitat dels concursos televisius nipons que incloïen proves de resistència de la bufeta urinària, i en la resta del món té mitjans dedicats com la revista australiana Wet Set, amb fotos de dones vestides pèro amb l'entrecuix xopat.
L'any 2018, un fil del web Reddit que preguntava si era possible tindre un mini orgasme a l'orinar després d'haver-se aguantat es feu viral, amb respostes afirmatives d'altres usuaris; no obstant això, encara que és possible que l'orinada estimule els nervis pèlvics i puga provocar plaer, també hi ha el risc de contraure una infecció urinària o que altere la musculatura de la bufeta.